# Отношения Республики Конго и Турции
Отношения Республики Конго и Турции — двусторонние дипломатические отношения между Республикой Конго и Турецкой Республикой. Оба государства являются членами Организации Объединённых Наций.

## История
После обретения независимости Конго от Франции в 1960 году, Турция одной из первых установила дипломатические отношения с Конго. Турция, в основном через TIKA, запустила множество программ экономической помощи Конго на сумму 57 миллионов долларов США в течение следующих 30 лет. 3 ноября 2012 года президент Конго Дени Сассу-Нгессо посетил Турцию. Конго открыло посольство в Анкаре в 2013 году. Турция построило своё посольство в Браззавиле в 2014 году.
С 30 июля 2019 года из Стамбула в Пуэнт-Нуар выполняются прямые рейсы.